# Cissus perrieri
Cissus perrieri är en vinväxtart som beskrevs av Descoings. Cissus perrieri ingår i släktet Cissus och familjen vinväxter. Inga underarter finns listade i Catalogue of Life.